# Kang Jeungsan
Kang Jeungsan, (강일순, Chino 姜甑山) (1 de noviembre de 1871-24 de junio de 1909), también conocido como Kang Il-sun y Gang Il-sun, es el fundador del Jeungsanismo, un movimiento religioso coreano que después de su muerte generó a alrededor de cien nuevas religiones, diferentes entre ellas, incluidas el Daesun Jinrihoe y el Jeungismo. El Jeungsanismo, como era llamado su movimiento y varias nuevas religiones coreanas (sinheung jonggyo, literalmente “nuevas religiones emergentes”) derivadas de él, han sido vistas por académicos como un sincretismo del Budismo (Bul-gyo), Confucianismo (Yu-gyo), Taoísmo (Do-gyo), con visiones únicas de Kang y ciertos elementos tomados del Cristianismo (Gidok-gyo) así como un subyacente Chamanismo coreano (Musok-Sinang).

## Primeros años
Kang Jeungsan nació en el Condado Gobu, en la Provincia de Jeolla (actualmente el Poblado Deokcheon de Jeongeup, Provincia de Jeolla del Norte, Corea) el 19 de septiembre de 1871 de acuerdo con el calendario lunar mayormente usado por sus seguidores. Existe una literatura hagiográfica escrita por sus seguidores que describe fenómenos milagrosos que sucedieron en sus primeros años. Por ejemplo, los registros hagiográficos dicen que “al momento de su nacimiento (…) dos hadas descendieron del cielo a la sala de parto,” llenándola con un “dulce aroma." Más tarde, se dice que él “aprendió clásicos Chinos en una escuela de la villa y los dominó todos al punto de memorizarlos y recitarlos de memoria,” al mismo tiempo que entendía completamente su significado.
En 1891 Kang se casó con Jeong Chi-sun (1874-1928), una dama del Condado de Gimje. En 1894 él abrió una escuela en la casa de su cuñado Jeong Nam-Gi. Adquirió reputación por su conocimiento del Budismo, Confucianismo, Taoísmo y religiones coreanas tradicionales y reunió a unos cuantos discípulos. Se dice que también visitó a Kim Il-Bu (1826–1898), el bien conocido académico que introdujo el Jeong-yeok, una nueva interpretación del libro oracular chino I Ching (Libro de las Mutaciones).. Se dice que Kim ofreció un nuevo arreglo de los trigramas chinos del I Ching junto con otros diagramas y texto explicativo, incluyendo ideas que había recibido en una visión misteriosa. Su rebalanceo de los trigramas tuvo una profunda influencia en muchas religiones coreanas nuevas, incluyendo aquellas derivadas de Kang.

## Donghak
En 1860 Choe Je-u (1824-1864), preocupado sobre la creciente influencia de Occidente, el aumento de la presencia japonesa en Corea, la extensa corrupción en el gobierno y en la religión establecida, y el abuso de poder por la yangban (clase social aristocrática), dijo que tuvo una presunta revelación del Dios Supremo Sangje (Shang-ti en chino) y que logró la iluminación. Choe Je-u se convirtió en el fundador del movimiento Donghak (Aprendizaje Oriental), el prototipo de muchas nuevas religiones coreanas sincretistas. El Donghak culminó con la infructuosa Rebelión del Donghak de 1894, que fue provocada por una combinación de fervor religioso centrado en las visiones milenarias de la venida de un mesías y en el enojo contra los altos impuestos de Seúl. Central a las enseñanzas de Choe Je-u, era la creencia en el Hu-Cheon Gaebyeok, la Gran Apertura (Gaebyeok) del Mundo Posterior (Hu-Cheon), el paraíso de Donghak en la nueva era, que después también caracterizó la visión milenaria de Kang Jeungsan.
De hecho, Kang Jeungsan insistía en que él era el mismo Sangje, quien antes de encarnarse en la tierra, había otorgado la revelación a Choe Je-u. Kang “tenía conexiones considerables con el movimiento del Donghak, no solamente ideológicas pero también geográficas,” ya que la villa donde Kang vivía estaba a tan solo cuatro kilómetros del lugar en donde comenzó la primera revuelta del movimiento de la Revolución del Donghak. Tiempo después, Kang reunió un número de seguidores en la provincia de Jeolla del Norte donde él vivía, y entre ellos había algunos pertenecientes al Donghak. A pesar de estar interesado en las ideas religiosas del Donghak, Kang predijo de manera bastante correcta la derrota de la milicia campesina del Donghak y aconsejó a sus seguidores no unirse a ella. Él creía que los problemas de Corea, y de la sociedad humana en general, se resolverían a través de un despertar espiritual en lugar de una rebelión armada.

## Aseveraciones Mesiánicas
Después de la derrota sangrienta del Donghak, Kang Jeungsan recorrió Corea por tres años estudiando el sentir del pueblo. En 1900 regresó a casa y, comenzando en los años siguientes, reunió a un considerable número de seguidores. De acuerdo a estos seguidores, durante el verano de 1901, él alcanzó la iluminación en la montaña Moaksan después de cuarenta y nueve días de prácticas ascéticas y ayuno. De hecho, los seguidores aceptaban la afirmación de que su líder espiritual, más que alcanzar la iluminación, era el mismo Sangje, el Dios Supremo, que había otorgado la revelación a Choe Je-u y que se había encarnado en este mundo para iniciar la Nueva Era. De acuerdo con el Daesun Jinrihoe, el movimiento más grande que reconoce a Kang como Sangje, sus prácticas ascéticas en la montaña Moaksan fueron realizadas para abrir el Gran Dao de Cielo y Tierra y para ejercer juicio entre los seres divinos y fueron, en consecuencia, algo más que solo prácticas ascéticas.
Los seguidores también aceptaban que él juzgó a todas las deidades a cargo del Mundo Antiguo, abrió el camino para el Mundo Posterior y, a través de los rituales que realizó entre 1901 y 1909, alcanzó un “Reordenamiento del Universo” (Cheonji Gongsa) completo. El Daesoon Jinrihoe cree que, para que el reordenamiento pudiera ser completado, había un trabajo residual que debía de ser hecho por sus sucesores en la religiosidad ortodoxa, quienes eran Jo Jeongsan (1895-1958) y Park Wudang (1918-1996). Otra rama del Jeungsanismo, el Jeungismo, cree que así como Kang era el Dios Padre, su discípula Goh Pan-Lye (1880–1935), reverenciada por Jeung San Do con el título de Tae-mo-nim, era la Diosa Madre y que entre 1926 y 1935 ella ejecutó su propio reordenamiento del universo.

## Relaciones con los Japoneses
Después de la rebelión del Donghak, Japón tuvo una creciente presencia en Corea que culminó en el Tratado de anexión Japón-Corea de 1910 y la anexión formal de Corea por Japón. Kang Jeungsan mantuvo una actitud similar a la que había expuesto cuando fue confrontado con el movimiento del Donghak. A pesar de ser crítico con aquellos coreanos que se aliaron incondicionalmente a los japoneses, Kang aconsejó nuevamente contra “cualquier forma de violencia” e “insistió en la reconciliación y en la paz”. Insistió también que este periodo de mandato japonés en Corea traería resolución a los agravios que Japón había tenido en la historia.
Sin embargo, su actitud pacífica no lo protegió de las sospechas de las autoridades japonesas. El 25 de diciembre de 1907 fue arrestado junto con algunos de sus seguidores, con base en la sospecha de que intentaba levantar un ejército contra los japoneses. Se dice que “incluso en prisión, él hizo gestos pacíficos” y “no protestó en contra de las autoridades de ninguna forma.” Fue finalmente liberado el 4 de febrero de 1908, continuó sus rituales y sus predicaciones y murió el 24 de junio de 1909 en la Clínica Donggok que él mismo estableció en 1908.

## Legado
Kang Jeungsan no designó a un sucesor y después de que murió, su movimiento se dividió en muchas facciones diferentes. En 1911, Goh Pan-Lye (Subu, literalmente “Primera Dama,” aunque había dos “Subus” en el círculo de Kang), una discípula, emergió como la líder de una de las facciones más grandes, que eventualmente terminó bajo control del primo de Goh, Cha Gyeong-Seok (1880-1936). Algunos académicos aseguran que la rama de Cha, conocida como Bocheonismo (Bocheob-gyo), “tuvo más seguidores durante el periodo de colonización japonesa que ningún otra religión coreana y se estima que tuvo más de 6 millones de adherentes". Sin embargo, esta declinó rápidamente. Goh se separó de Cha en 1919 y estableció su propia organización, que a su vez se dividió en varias facciones rivales después de su muerte. Otro discípulo líder de Kang Jeungsan, llamado Kim Hyeong-Ryeol (1862-1932), apoyó originalmente a Cha pero lo dejó en 1914 y estableció otra rama con ayuda de la viuda de Kang Jeungsan, Jeong. De igual manera, esta rama se separó en varios grupos independientes. Finalmente, hubo un tiempo en que llegaron a existir alrededor de cien grupos diferentes que proclamaban el legado de Kang Jeungsan, pero solo pocos de ellos sobreviven hasta hoy. 
El mayor de ellos es Daesun Jinrihoe, que se originó de Jo Jeongsan (1895-1958). Él no fue un discípulo directo de Kang Jeungsan, pero afirmaba haber recibido una revelación de él en 1917, ocho años después de la muerte de Kang Jeungsan. Los seguidores de Jo Jeongsan sin embargo, afirman que en 1909 Kang vio pasar un tren en el que iba Jo Jeuogsan, cuando él sólo era una adolescente y se dirigía con su familia a Bongcheon, Manchuria a vivir en el exilio, y que Kang exclamó: “Un hombre puede hacer lo que sea a la edad de 15 si puede mantener su identificación (hopae) con él.” Los discípulos de Jo Jeongsan después afirmaron que estas palabras fueron la aprobación de Jo Jeongsan como sucesor de Kang Jeungsan. La hija única de Kang, Sun-Im (1904-1959), aceptó a Jo al inició pero después estableció su propia rama conocida como Jeung San Beob Jong Gyo, que tiene su sede en la provincia de Jeolla del Norte en Corea. Después de una prolongada batalla legal con las otras ramas, ella obtuvo los restos mortales de Kang y actualmente se encuentran en su sede.
Sea como sea y aunque las estadísticas son motivo de controversia, hay poca duda que un gran número de coreanos, quizás algunos millones, hasta la fecha todavía están conectados con alguna de las ramas del movimiento religioso comenzado por Kang Jeungsan y lo reconocen como una encarnación divina. La mayoría de ellos son pertenecientes al Daesoon Jinrihoe. Ambos Daesoon Jinrihoe y Jeung San Do han empezado actividades misioneras en el extranjero, particularmente en los Estados Unidos. Ciertamente, Kang Jeungsan no creía que su mensaje de salvación estaba restringido a Corea y de hecho predicó explícitamente que este estaba destinado para todo el mundo.